# Barbie: Dreamtopia
Barbie Dreamtopia (também conhecido como Barbie: Dreamtopia) uma franquia de mídia produzida pela Mattel Creations e animação pela Snowball Studios, um estúdio de animação israelense, que faz mídia voltada para público pré-escolar e de crianças de 5 a 11 anos. A série foi criada e desenvolvida por Julia Pistor, uma das produtoras executivos da Mattel. A série segue Chelsea Roberts como ela se encontra em turnê de sua própria terra imaginária conhecida como Dreamtopia, com sua irmã mais velha, Barbie. Lá, elas todo descobrem um novo mundo mastigável; nadando através dos rios do arco-íris, com sereias pequenas, e voando através das nuvens de algodão doce, com fadas.
Dreamtopia foi inicialmente lançado exclusivalmente para o aplicativo móvel afiliado do YouTube, YouTube Kids, e posteriormente lançado para o YouTube principal. Um filme foi transmitido como um especial de televisão em 26 de junho de 2016 em vários países. O sucesso do filme resultou no sinal verde de uma série de televisão e websérie Barbie Dreamtopia: A Série, com quatro episódios lançados no YouTube Kids e para o vídeo popular em maio de 2017. Mais episódios foram lançados semanalmente no YouTube principal, a partir de 5 de novembro de 2017. Barbie Dreamtopia: A Série foi exibido
no Brasil, no dia 6 de novembro de 2017, no Discovery Kids e no Cartoon Network Austrália, no dia 2 de março de 2018. No Brasil, o desenho esteve ao ar no SBT através do Sábado Animado e, em Portugal, no Canal Panda.

## Personagens
- Chelsea (dublado por Meira Bilnkoff)
- Honey (dublado por Lucien Dodge)
- Otto/Príncipe Notto (dublado por Addie Chandler)
- Barbie (dublado por Erica Lindbeck)

## Mídia

### Websérie
Barbie: Dreamtopia é uma websérie animada 2D de curtas-metragens exclusiva para YouTube, lançados em 2016.
| #  | Título                    | Exibição original   |
| -- | ------------------------- | ------------------- |
| E1 | "Wispy Forest Part 1"     | 5 de maio de 2016   |
| E2 | "Wispy Forest Part 2"     | 13 de maio de 2016  |
| E3 | "Rainbow Cove Part 1"     | 19 de maio de 2016  |
| E4 | "Rainbow Cove Part 2"     | 26 de maio de 2016  |
| E5 | "Sweetville Part 1"       | 30 de junho de 2016 |
| E6 | "Sweetville Part 2"       | 7 de julho de 2016  |
| E7 | "Sparkle Mountain Part 1" | 14 de julho de 2016 |
| E8 | "Sparkle Mountain Part 2" | 21 de julho de 2016 |

### Filmes
O primeiro filme Barbie: Dreamtopia foi exibido no dia 26 de junho de 2016 e transmitido em vários canais de televisão, incluindo Cartoon Network no Brasil e na América Latina, Super RTL na Alemanha, Pop no Reino Unido, MiniMini na Polônia, Karusel em Rússia e Media Prima na Malásia. O filme tem duração de 44 minutos.
O segundo filme Festival of Fun (Brasil: Festival da Alegria ) foi exibido em 4 de maio de 2017. No Brasil foi exibido no dia 1 de outubro de 2017, no Discovery Kids.
| #  | Título                               | Exibição original   |
| -- | ------------------------------------ | ------------------- |
| F1 | "Barbie: Dreamtopia"                 | 26 de junho de 2016 |
| F2 | "Barbie Dreamtopia: Festival of Fun" | 4 de maio de 2017   |

### Série animada
Barbie Dreamtopia: A Série é uma série de televisão e websérie criada por Julia Pistor e Saul Blinkoff e dirigida por Eran Lazar. Esta nova série acompanha o sucesso do filme especial de 2016 e da websérie de 2016, foi lançada pela primeira vez no YouTube Kids em 2017. Os vídeos foram postados no site principal do YouTube a partir de 5 de novembro de 2017.
A série foi anunciada pela Mattel no YouTube através do seu identificador de usuário da Barbie em 12 de outubro de 2016. A série começou a ser lançada no aplicativo móvel afiliado do YouTube, YouTube Kids em 5 de novembro de 2017 e no site principal posteriormente.